# Nederlands kampioenschap veldhandbal
Tussen 1930 en 1974 werden de Nederlandse kampioenschappen veldhandbal gehouden. Vanaf 1954 organiseert het NHV de Nederlandse kampioenschappen zaalhandbal.

## Heren

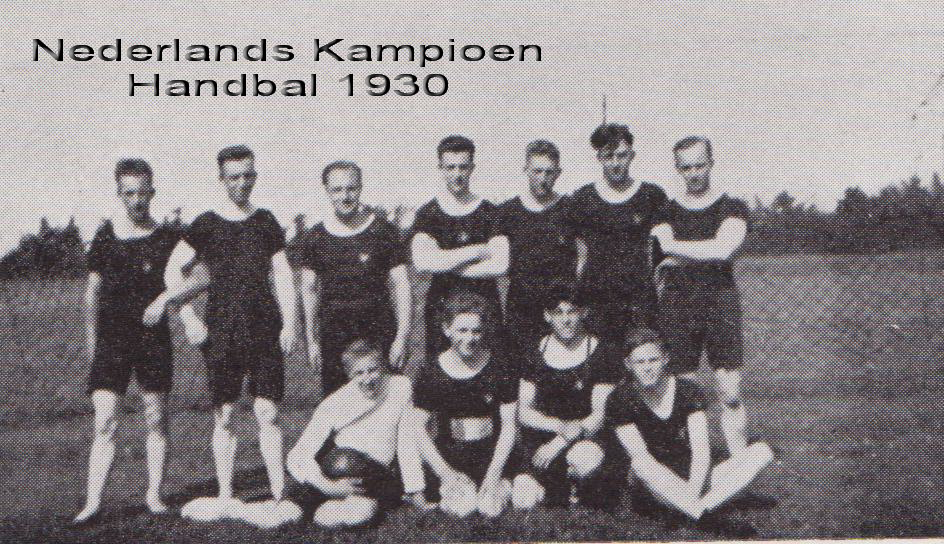
Jahn II Stadskanaal

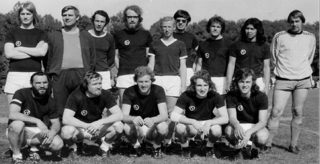
Het laatste veldhandbalteam van Olympia Hengelo

| Jaar | Kampioen                                   | 2e plaats                                  | 3e plaats                                  |
| ---- | ------------------------------------------ | ------------------------------------------ | ------------------------------------------ |
| 1930 | Jahn II                                    | Jahn Rotterdam                             | Odin                                       |
| 1931 | Olympia Groningen                          | Jahn II                                    | Jahn Rotterdam Lijnden                     |
| 1932 | Olympia Groningen                          | Bato                                       | Lijnden Simson                             |
| 1933 | Niloc                                      | Olympia Groningen                          | Rapiditas Olympia Tilburg                  |
| 1934 | Niloc                                      | Olympia Groningen                          | DTSV GV Olympia Hengelo                    |
| 1935 | Niloc                                      | Voorwaarts                                 | GV Rotterdam Hercules Hengelo              |
| 1936 | Niloc                                      | Voorwaarts                                 | ETV Hercules Hengelo                       |
| 1937 | Niloc                                      | Voorwaarts                                 | Hellas Hercules Hengelo                    |
| 1938 | Voorwaarts                                 | Niloc                                      | Hellas                                     |
| 1939 | Niloc                                      | V&K Groningen                              | DES                                        |
| 1940 | Geen competitie i.v.m. Tweede Wereldoorlog | Geen competitie i.v.m. Tweede Wereldoorlog | Geen competitie i.v.m. Tweede Wereldoorlog |
| 1941 | Olympia Den Haag                           | Niloc                                      | V&K Groningen                              |
| 1942 | Niloc                                      | Hellas                                     | V&K Groningen                              |
| 1943 | V&K Groningen                              | Hercules Hengelo                           | T.V./Aalsmeer                              |
| 1944 | Niloc                                      | GV Olympia Hengelo                         | V&K Groningen                              |
| 1945 | Geen competitie i.v.m. Tweede Wereldoorlog | Geen competitie i.v.m. Tweede Wereldoorlog | Geen competitie i.v.m. Tweede Wereldoorlog |
| 1946 | GV Olympia Hengelo                         | V&K Groningen                              | Hellas                                     |
| 1947 | Hellas                                     | V&K Groningen                              | GV Olympia Hengelo                         |
| 1948 | DES                                        | PSV                                        | V&K Groningen                              |
| 1949 | Niloc                                      | Hellas                                     | GV Olympia Hengelo                         |
| 1950 | PSV                                        | GV Olympia Hengelo                         | Niloc                                      |
| 1951 | Hellas                                     | PSV                                        | DES                                        |
| 1952 | GV Olympia Hengelo                         | PSV                                        | Hellas                                     |
| 1953 | Hellas                                     | PSV                                        | GV Olympia Hengelo                         |
| 1954 | Hellas                                     | GV Olympia Hengelo                         | PSV                                        |
| 1955 | PSV                                        | GV Olympia Hengelo                         | Vriendschap                                |
| 1956 | Hellas                                     | UDI                                        | Niloc                                      |
| 1957 | DES                                        | Hellas                                     | PSV                                        |
| 1958 | DES                                        | GV Olympia Hengelo                         | PSV                                        |
| 1959 | DES                                        | T.V./Aalsmeer                              | GV Olympia Hengelo                         |
| 1960 | Niloc                                      | Blauw Wit                                  | PSV                                        |
| 1961 | PSV                                        | Niloc                                      | Operatie '55                               |
| 1962 | Niloc                                      | Operatie '55                               | T.V./Aalsmeer                              |
| 1963 | Niloc                                      | Operatie '55                               | T.V./Aalsmeer                              |
| 1964 | Operatie '55                               | ESCA                                       | Niloc                                      |
| 1965 | ESCA                                       | T.V./Aalsmeer                              | PSV                                        |
| 1966 | Operatie '55                               | ESCA                                       | T.V./Aalsmeer                              |
| 1967 | ESCA                                       | Operatie '55                               | AHC '31                                    |
| 1968 | GV Olympia Hengelo                         | Operatie '55                               | ESCA                                       |
| 1969 | AHC '31                                    | Sittardia                                  | GV Olympia Hengelo                         |
| 1970 | T.V./Aalsmeer                              | Hellas                                     | AHC '31                                    |
| 1971 | Swift Arnhem                               | Sittardia                                  | Attila                                     |
| 1972 | Swift Arnhem                               | Attila                                     |                                            |
| 1973 | Swift Arnhem                               | AHC '31                                    |                                            |
| 1974 | AHC '31                                    | HV Olympia Hengelo                         |                                            |

## Dames
| Jaar | Kampioen                                   | 2e plaats                                  | 3e plaats                                  |
| ---- | ------------------------------------------ | ------------------------------------------ | ------------------------------------------ |
| 1931 | V&K Groningen                              | Hygiëa Assen                               | Rapiditas                                  |
| 1932 | V&K Groningen                              | Hercules-Hebe                              | Attila Voorwaarts                          |
| 1933 | V&K Groningen                              | Rapiditas                                  | Niloc Attila                               |
| 1934 | Hygiëa                                     | V&K Groningen                              | Simson PSV                                 |
| 1935 | Hygiëa                                     | Brunhilde                                  | PSV                                        |
| 1936 | Zeeburg                                    | Hygiëa                                     | Brunhilde Rapiditas                        |
| 1937 | Brunhilde                                  | Zeeburg                                    | Hygiëa PSV                                 |
| 1938 | Brunhilde                                  | Hygiëa                                     | ADA                                        |
| 1939 | Hygiëa                                     | Brunhilde                                  | ADA                                        |
| 1940 | Geen competitie i.v.m. Tweede Wereldoorlog | Geen competitie i.v.m. Tweede Wereldoorlog | Geen competitie i.v.m. Tweede Wereldoorlog |
| 1941 | Hygiëa                                     | Brunhilde                                  | Zeeburg                                    |
| 1942 | Brunhilde                                  | Hygiëa                                     | Zeeburg                                    |
| 1943 | Hygiëa                                     | Zeeburg                                    | Brunhilde                                  |
| 1944 | Zeeburg                                    | Hygiëa                                     | Brunhilde                                  |
| 1945 | Geen competitie i.v.m. Tweede Wereldoorlog | Geen competitie i.v.m. Tweede Wereldoorlog | Geen competitie i.v.m. Tweede Wereldoorlog |
| 1946 | Hygiëa                                     | Brunhilde                                  | Concordia                                  |
| 1947 | Zeeburg                                    | PSV                                        | Hygiëa                                     |
| 1948 | PSV                                        | Hygiëa                                     | Concordia                                  |
| 1949 | Zeeburg                                    | PSV                                        | Hygiëa                                     |
| 1950 | PSV                                        | Hygiëa                                     | Zeeburg                                    |
| 1951 | PSV                                        | UDI                                        | Zeeburg                                    |
| 1952 | PSV                                        | UDI                                        | ZAC Zwolle                                 |
| 1953 | UDI                                        | ZAC Zwolle                                 | PSV                                        |
| 1954 | PSV                                        | Athene                                     | Hygiëa                                     |
| 1955 | PSV                                        | UDI                                        | Hygiëa                                     |
| 1956 | PSV                                        | Athene                                     | Hygiëa                                     |
| 1957 | Zeeburg                                    | PSV                                        | Athene                                     |
| 1958 | Hygiëa                                     | WLC                                        | Zeeburg                                    |
| 1959 | Hygiëa                                     | Zeeburg                                    | WLC                                        |
| 1960 | Hygiëa                                     | WLC                                        | Zeeburg                                    |
| 1961 | Zeeburg                                    | Athene                                     | WLC                                        |
| 1962 | Athene                                     | Niloc                                      | Zeeburg                                    |
| 1963 | Niloc                                      | Hygiëa                                     | Zeeburg                                    |
| 1964 | Zeeburg                                    | Athene                                     | Sagitta                                    |
| 1965 | Swift Roermond                             | Verburch                                   | Niloc                                      |
| 1966 | Niloc                                      | Verburch                                   | Hygiëa                                     |
| 1967 | Zeeburg                                    | Niloc                                      | Swift Roermond                             |
| 1968 | Posterholt                                 | Zeeburg                                    | Niloc                                      |
| 1969 | Niloc                                      | Posterholt                                 | Swift Roermond                             |
| 1970 | Niloc                                      | Hellas                                     | Swift Roermond                             |
| 1971 | Hellas                                     | Swift Roermond                             | DES '72                                    |
| 1972 | Hellas                                     | SDOL                                       |                                            |
| 1973 | HMS                                        | SDOL                                       |                                            |
| 1974 | DSVD                                       | HMS                                        |                                            |